# کلونی (فیلم ۲۰۱۳)
کلونی (انگلیسی: The Colony) فیلمی در ژانر علمی–تخیلی و ترسناک است که در سال ۲۰۱۳ منتشر شد.

## بازیگران
- لارنس فیشبرن
- بیل پکستون
- کوین زیگرز
- آتیکوس میچل
- شارلوت سالیوان
- جولیان ریچینگز